# Maersk Denver
Maersk Denver (tidligere Maersk Kendal) er et containerskib i Maersk-koncernen. 
Skibet er amerikansk registreret og bliver ført af det amerikanske firma Maersk Line, Limited i Norfork, Virginia.
Maersk Denver er omkring 299 meter langt og 40 meter bredt.
Maersk Denver er indsat på Maersks såkaldte MECL-service, fra Mellemøsten og Indien til den amerikanske østkyst (og omvendt).
Maersk Denver har plads til 6.200 TEU.
Maersk Denver fik en vis grad af global opmærksomhed i marts 2021, da det store containerskib Ever Given grundstødte i Suez-kanalen.
Maersk Denver var umiddelbart bagefter Ever Given og havde første udsyn til grundstødningen.
Et fotografi taget af et besætningsmedlem, der viste Ever Given på tværs af Suez-kanalen, gik verdenen rundt.